# Contea di Gloucester (Nuovo Galles del Sud)
La contea di Gloucester è una Local Government Area che si trova nel Nuovo Galles del Sud. Essa si estende su una superficie di 2.952 chilometri quadrati e ha una popolazione di 5.181 abitanti. La sede del consiglio si trova a Gloucester.